# 見吉隆夫
見吉 隆夫（みよし たかお、1968年6月23日 - ）は、兵庫県姫路市出身のゲームクリエイター。岡山理科大学卒業、セガ、株式会社YS NET、プロペを経て、トライエースに所属。

## 作品
- アイルトン・セナ スーパーモナコGPII（1992年、MD） スペシャルサンクス
- ウイングアームズ 〜華麗なる撃墜王〜（1995年、SS） ディレクター
- クリスマスナイツ（1996年、SS）企画
- バーニングレンジャー（1998年2月26日、SS）企画チーフ
- ソニック3D フリッキーアイランド（1999年10月14日、SS）ディレクター
- ファンタシースターオンライン（2000年12月21日、DC）
- ファンタシースターオンライン Ver2（2001年6月7日、DC）
- ファンタシースターオンライン エピソード1&2 プラス
- ファンタシースターユニバース（2006年8月31日、PS2・PC）
- ファンタシースターポータブル (2008年7月31日、PSP) プロデューサー
- ファンタシースターZERO（2008年12月25日、DS） チーフプロデューサー
- 珍道中!!ポールの大冒険（2009年2月3日、Wiiウェア）
- Crazy Open Car（2016年11月29日、Android/iOS） プロデューサー
- 僕と私のキズナモンスター（2016年12月14日、Android/iOS） プロデューサー